# عمار الحصن
عمار الحصن قرية في ناحية الناصرة التابعة لمنطقة تلكلخ في محافظة حمص.